# Sevan
Pour les articles homonymes, voir Sevan (homonymie).
Sevan (en arménien Սևան) est une ville d'Arménie située au bord du lac Sevan.

## Géographie

### Situation et topographie
Sevan se trouve dans la région de Gegharkunik, principalement occupée par le lac homonyme. La ville est construite à deux cents mètres de la rive, à près de 2 000 mètres d'altitude.
L'autoroute M4 relie Sevan à la capitale Erevan distante de 85 kilomètres.
Sevan est le point de départ de la M10.

### Climat
Du fait de son altitude, la ville connait un climat montagnard très marqué. Les étés sont bien moins chauds que dans le reste du pays — la température y dépasse rarement 30 °C — et les hivers sont longs et rigoureux. La neige tombe parfois dès le mois de novembre et ne fond pas avant avril.

## Histoire
La ville fut fondée en 1842 sous le nom russe d'Elenovka. Ce n'est qu'en 1935 qu'elle acquit son nom actuel. Le premier site devait certainement se trouver sur les bords du lac mais le niveau de l'eau n'a cessé de diminuer jusqu'au début des années 1980 et Sevan n'est plus aujourd'hui au bord du lac dont elle a tiré son nom. En effet, sous l’ère stalinienne, l’eau a été utilisée pour alimenter de nombreuses centrales hydroélectriques. Ce n’est que dans les années 60 que Khroutchev ordonna la sauvegarde du lac, dont le niveau avait baissé de 13 m. Depuis, le niveau de l’eau remonte lentement (1m entre 200 et 2020).
Sous le régime soviétique, Sevan devint très prospère grâce à la construction de nombreuses usines dans la ville et sa périphérie. Dès lors, nombreux étaient les Erevanais, ainsi que des Russes, à venir y passer quelques heures ou quelques jours.
De nos jours, si l'activité touristique n'a pas diminué, elle profite toutefois très peu à la ville, située trop en retrait du lac. Un club de randonnée s’organise aujourd’hui pour faire découvrir les beautés des montagnes.

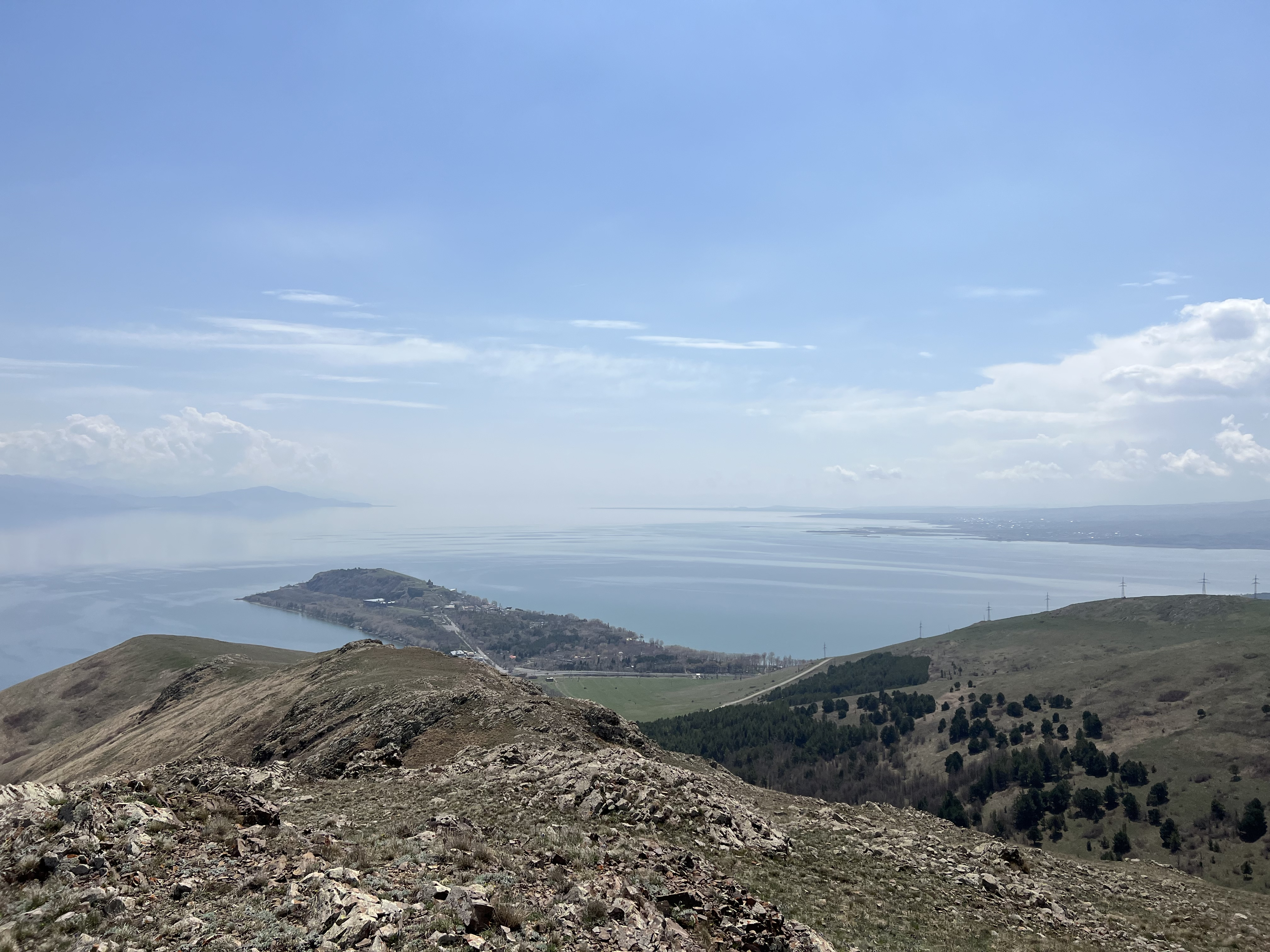
La presqu’île était autrefois une île.
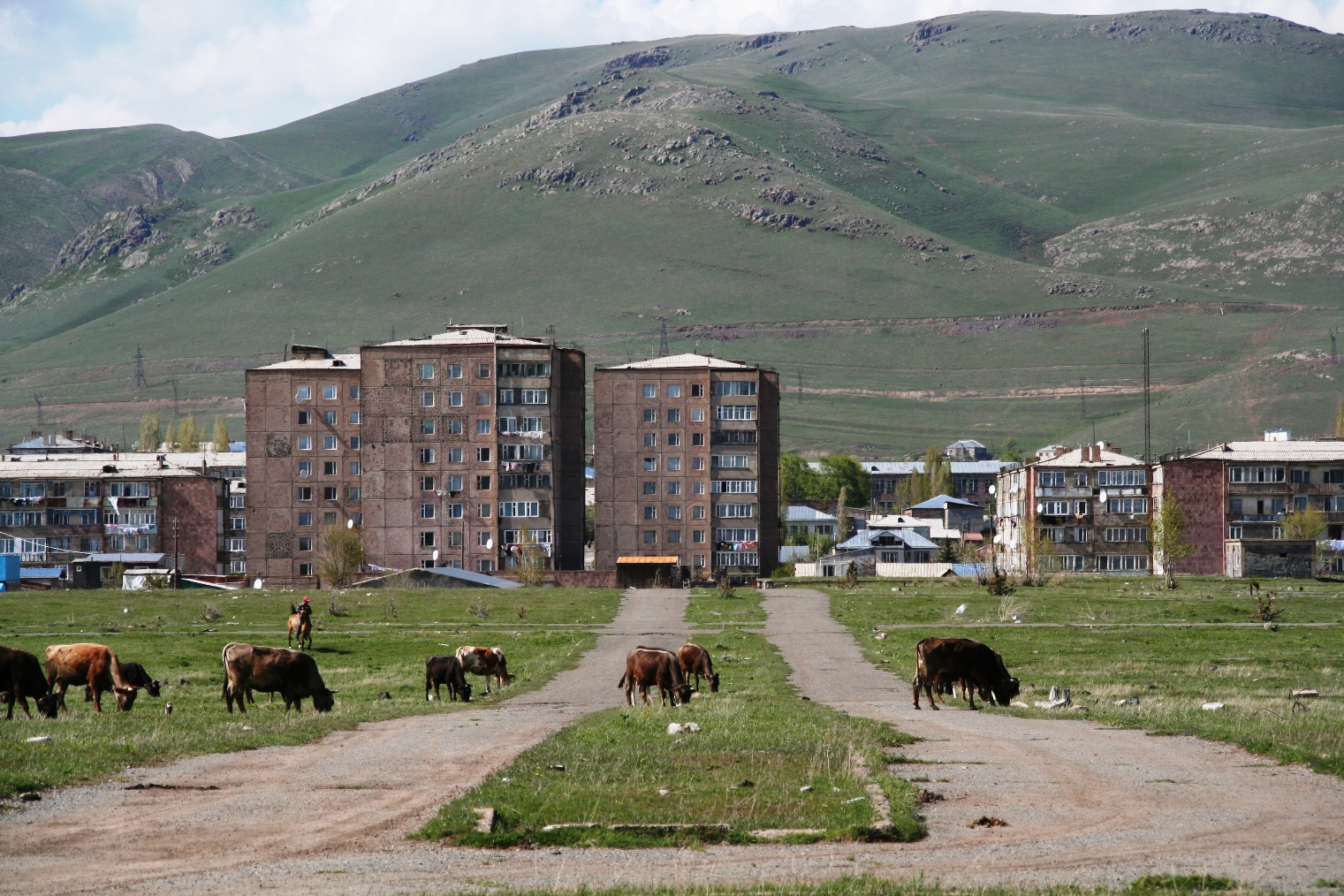
Vaches a Sevan.

## Démographie
La population de la ville comprend également le village de Gagarin.
Depuis 1873, l'évolution démographique de Sevan a été :
| 1873 | 1897  | 1926  | 1939  | 1959  | 1979   |
| ---- | ----- | ----- | ----- | ----- | ------ |
| 944  | 1 371 | 1 032 | 2 668 | 6 415 | 20 663 |

| 1989   | 2001   | 2008   | 2020   | - | - |
| ------ | ------ | ------ | ------ | - | - |
| 26 851 | 18 800 | 23 200 | 19 000 | - | - |

| Histogramme de l'évolution démographique de Sevan |        |
| \| 1873 \| 944 \| \| 1897 \| 1 371 \| \| 1926 \| 1 032 \| \| 1939 \| 2 668 \| \| 1959 \| 6 415 \| \| 1979 \| 20 663 \| \| 1989 \| 26 851 \| \| 2001 \| 18 800 \| \| 2008 \| 23 200 \| \| 2020 \| 19 000 \| |        |
| 1873 | 944    |
| 1897 | 1 371  |
| 1926 | 1 032  |
| 1939 | 2 668  |
| 1959 | 6 415  |
| 1979 | 20 663 |
| 1989 | 26 851 |
| 2001 | 18 800 |
| 2008 | 23 200 |
| 2020 | 19 000 |

## Économie

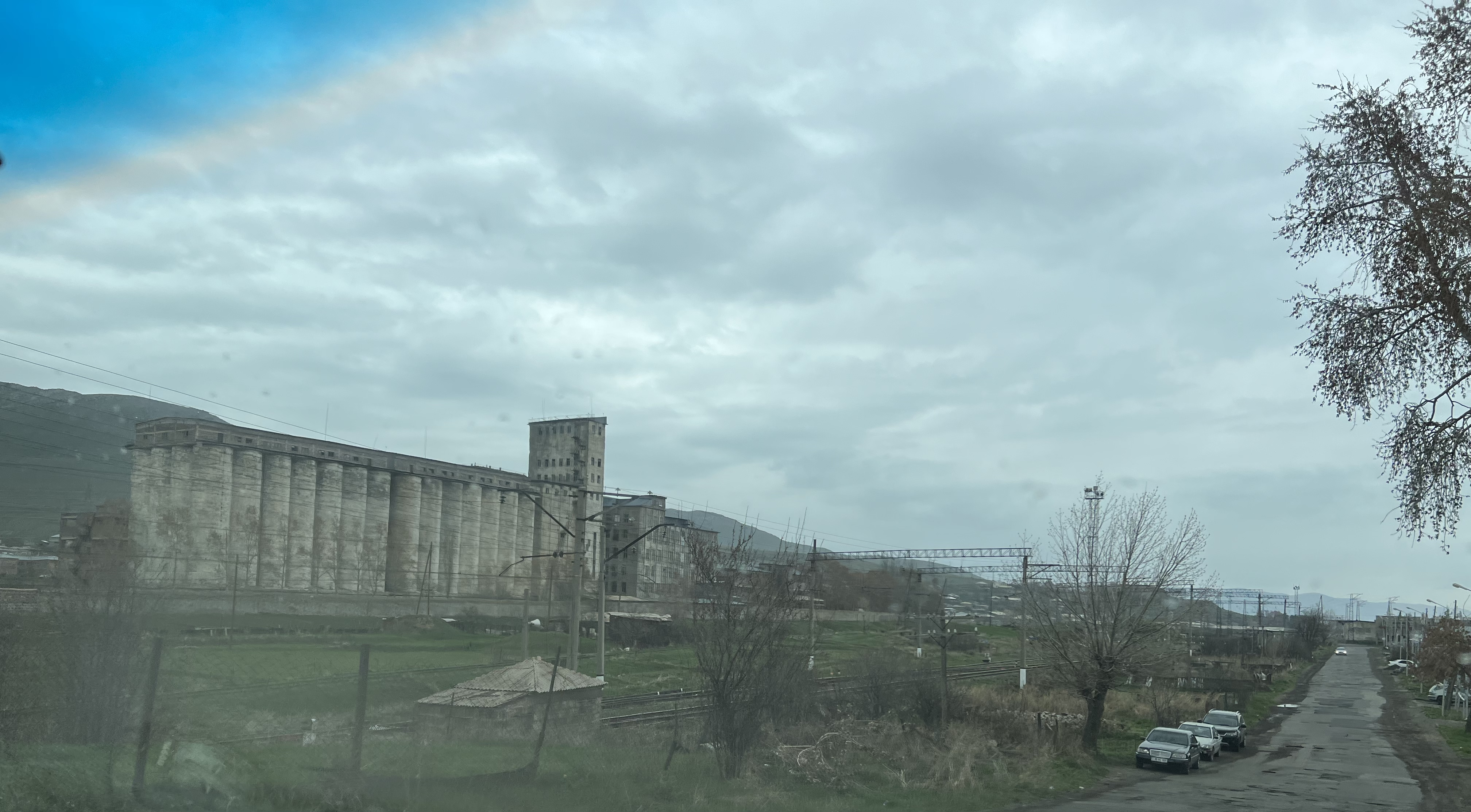
Les industries ont eu du mal à survivre à la chute de l’URSS.

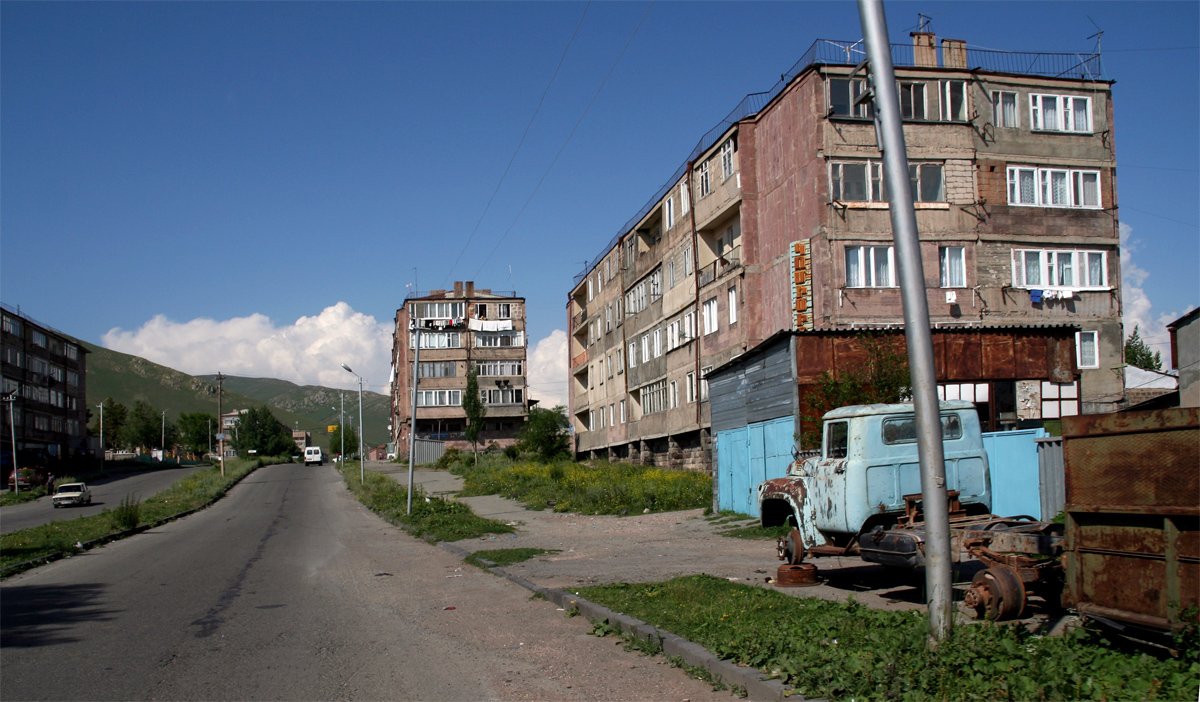
La rue principale de Sevan

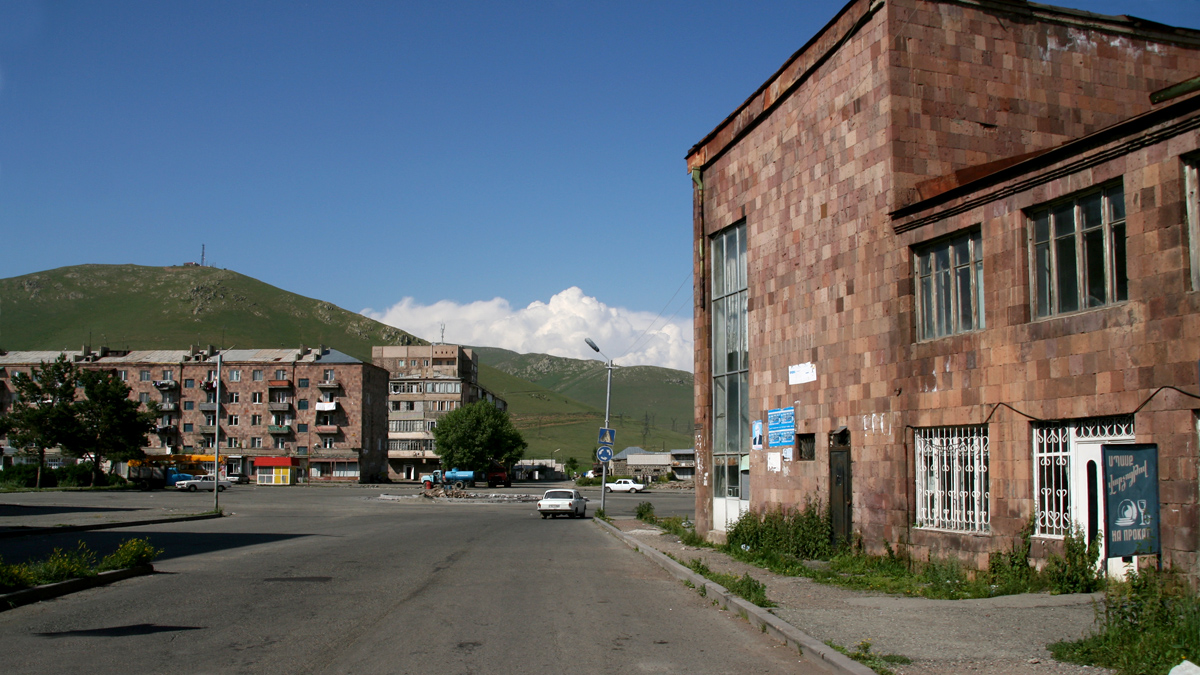
Le centre-ville

Des dizaines d'usines installées autour et dans la ville à l'époque soviétique, il ne reste que quelques industries en fonctionnement (usine d'asphalte ou de construction d'autobus...). L'économie de la ville et de la région est ruinée et les usines n'embauchent plus assez de personnel.
Aujourd'hui, à cause de la crise économique et de l'exode de la population, la ville revêt presque le visage d'un village fantôme.
La ville s'ouvre au tourisme, surtout en été, sur les plages du lac Sevan. Non loin de Sevan est situé un monastère très prisé par les touristes, Sevanavank.

## Jumelages et coopérations
Sevan entretient des liens étroits avec la ville de Grenoble depuis 2006. En 2019, les 2 villes ont signé une nouvelle convention de coopération dans 5 domaines : santé, tourisme, énergie solaire, culture, francophonie. En avril 2022, une large délégation Grenobloise s’est rendue à Sevan pour poursuivre cette coopération.

L’AFRAT, spécialiste dans le développement du tourisme, travaille en lien avec les services de la ville sur le développement de sentiers touristiques.
La FAARALP a permis l’ouverture d’un centre de formation à l’énergie solaire qui a été inaugurée au printemps 2022, permettant la formation aux métiers de techniciens en énergie solaire, dans l’optique de pouvoir développer l’accès à cette ressource sur l’ensemble du territoire Arménien
| Ville | Ville    | Pays | Pays   | Période     |
| ----- | -------- | ---- | ------ | ----------- |
|       | Grenoble |      | France | depuis 2006 |

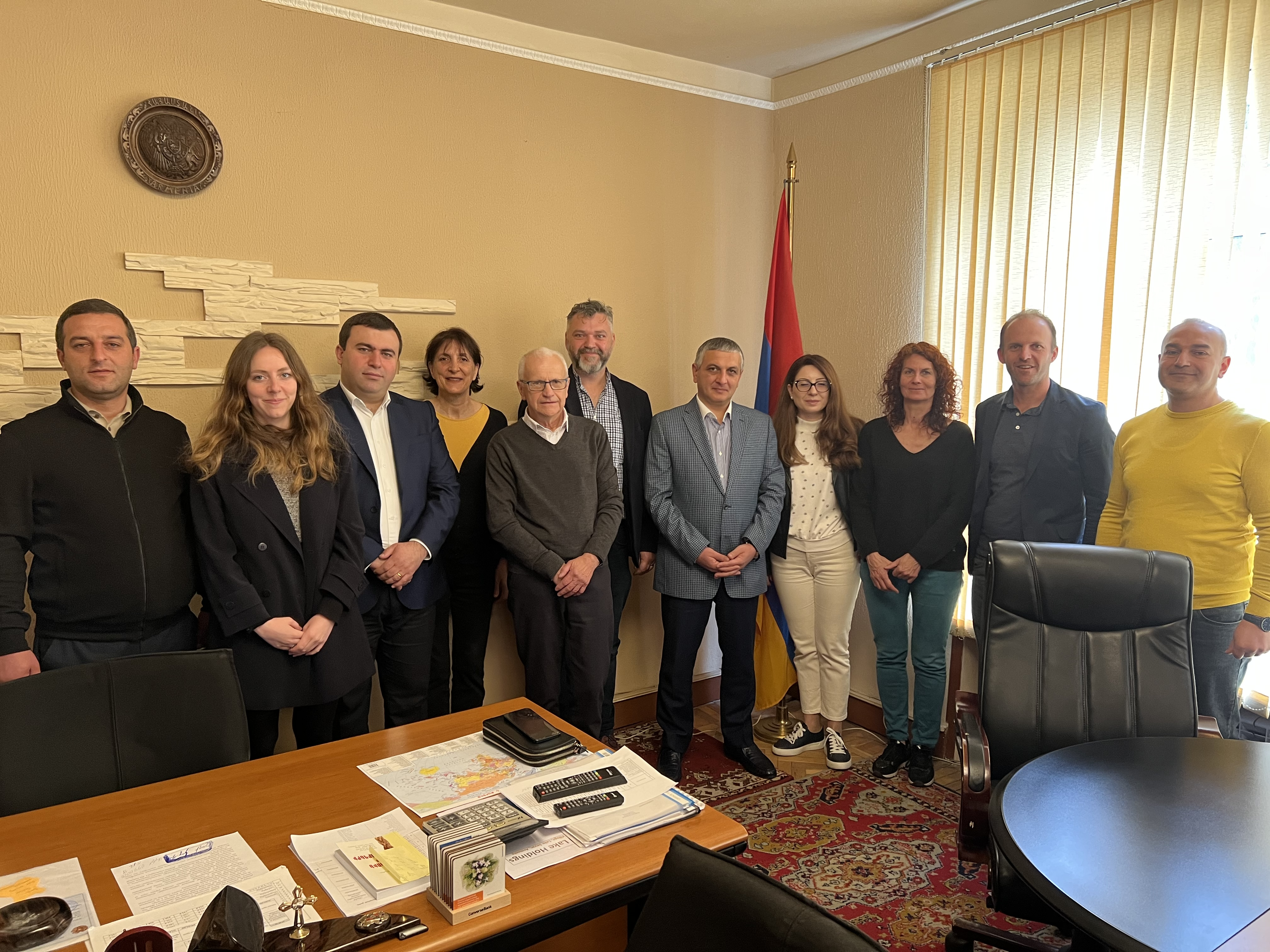
En avril 2022, le maire de Sevan a reçu l’adjoint au maire de Grenoble et les acteurs et actrice de la coopération entre les 2 villes.
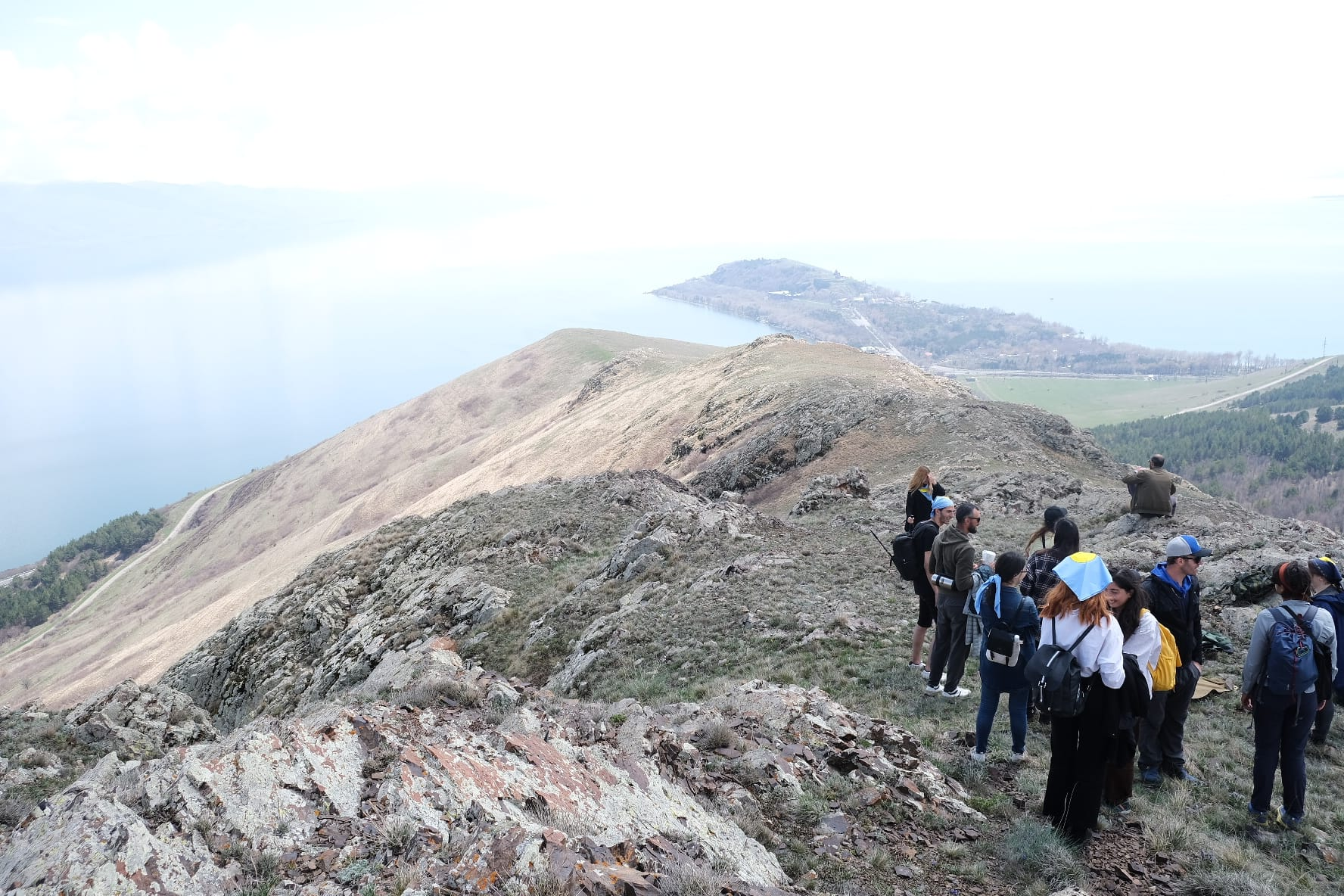
L’AFRAT a créé plusieurs parcours de randonnée autour de Sevan, dans le cadre de la coopération Grenoble - Sevan
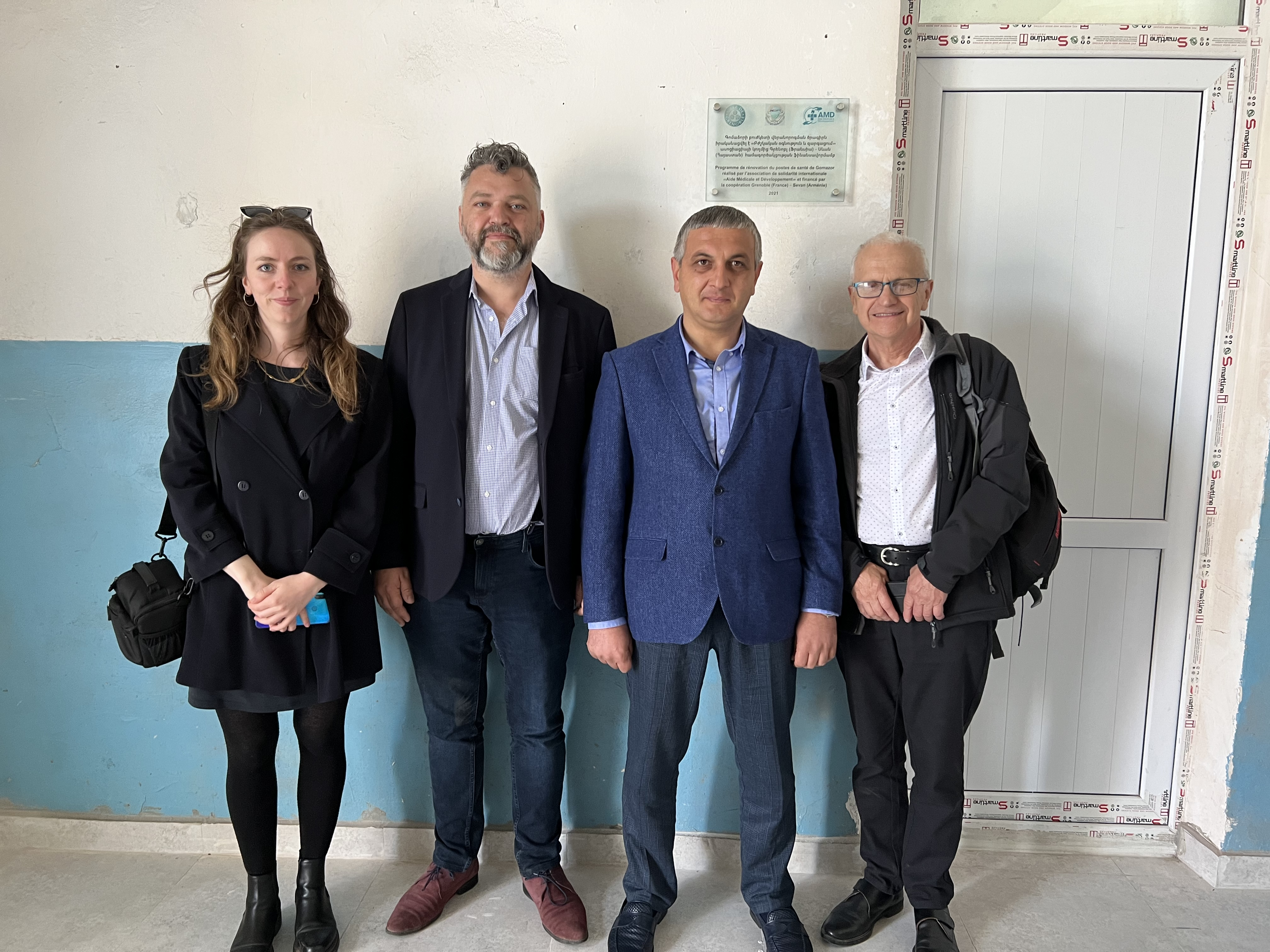
Inauguration d’un centre de soins infirmiers à Sevan.
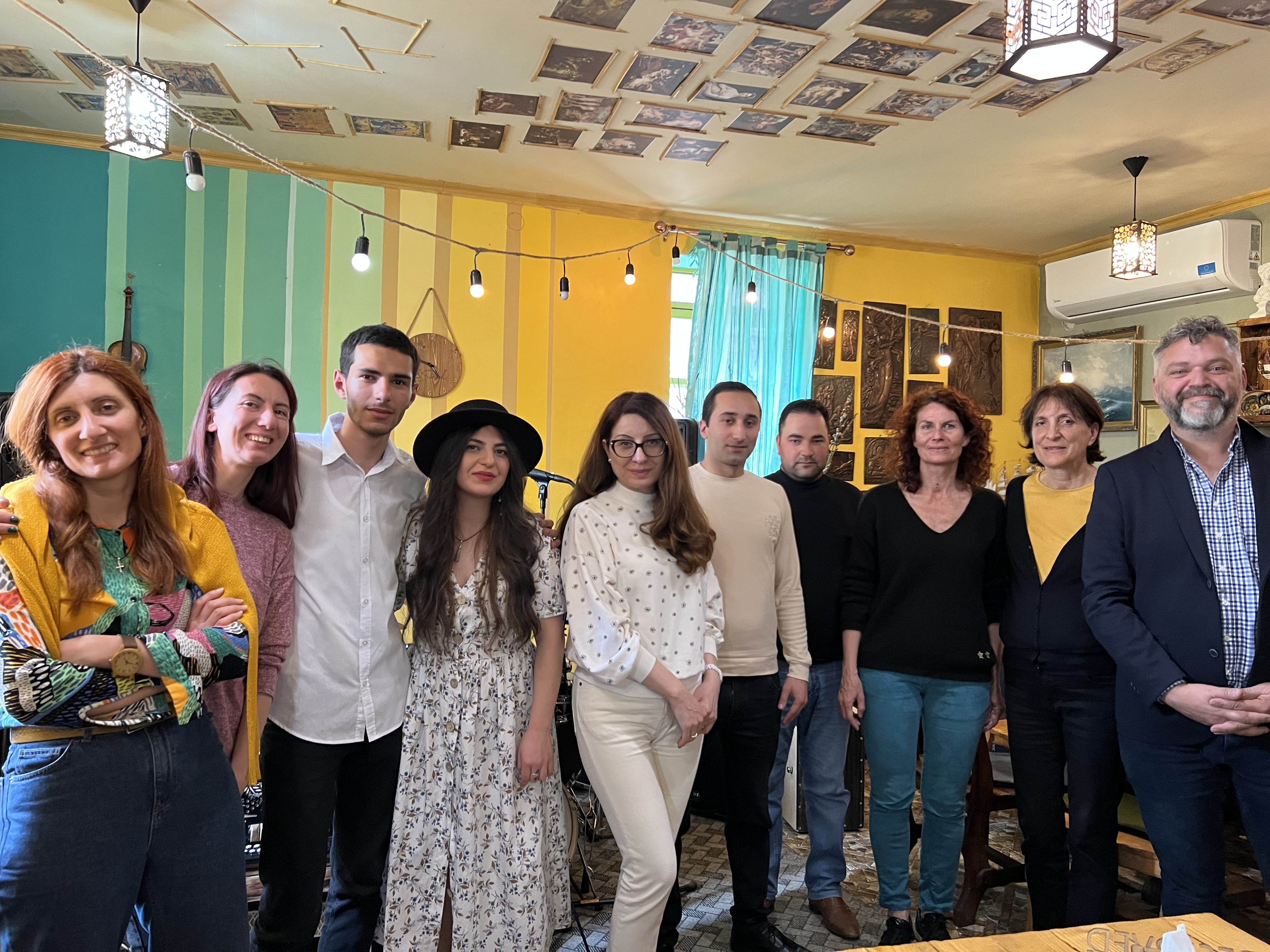
Le café bohème au cœur de Sevan permet aux groupes locaux de jouer. C’est également le lieu privilégié du club francophone de Sevan.
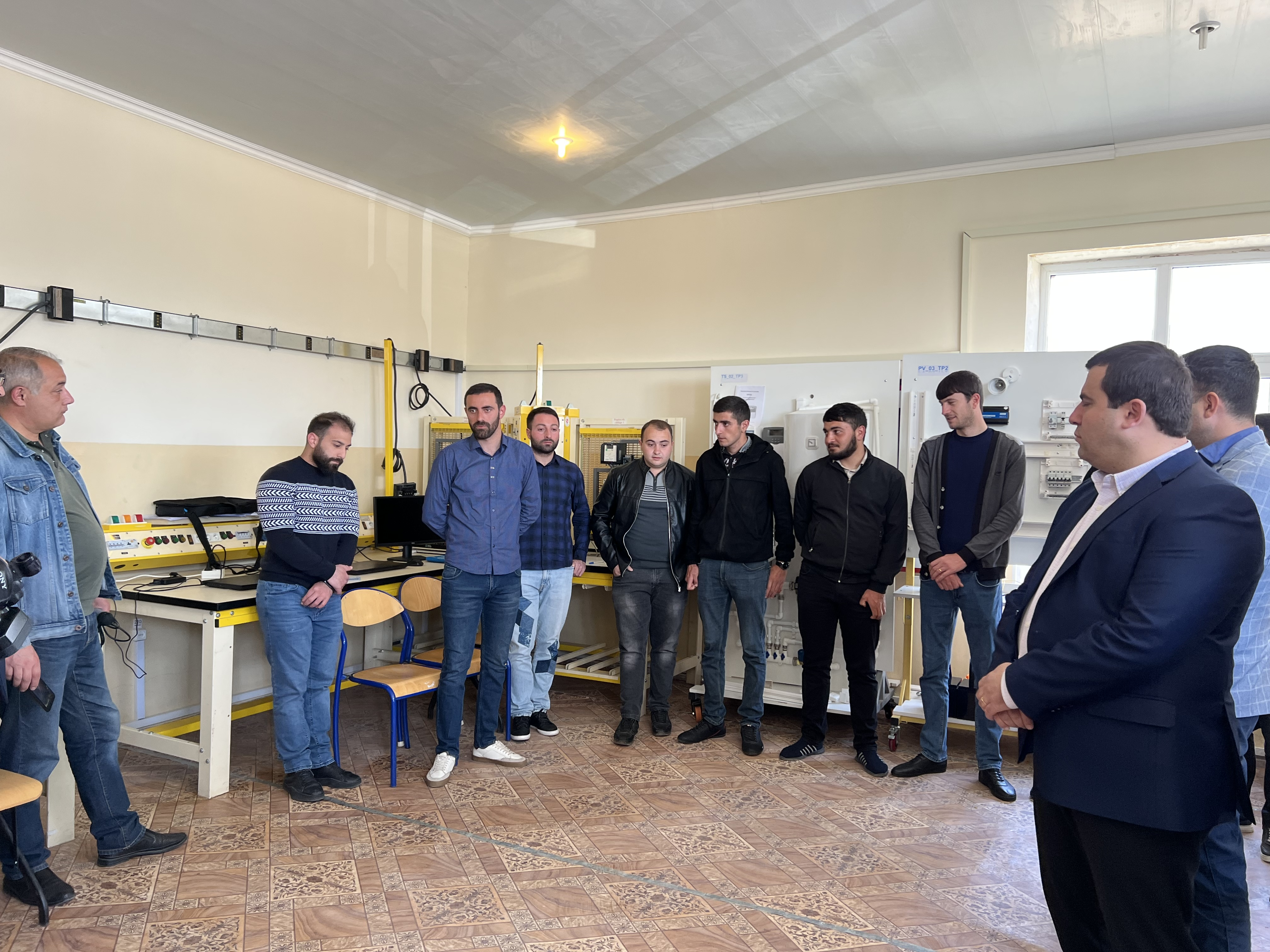
Les premiers élèves du centre de formation à l’énergie solaire de Sevan